# 原點
在數學上，座標系統的原點是指座標軸的交點。

笛卡儿坐标平面的原点

在常用的二維（或三維）直角座標系中，分別有二個（或三個）互相垂直的座標軸。原點為各座標軸的交點，並且將各座標軸分為二段，在原點一側的座標為正值，另一側則為负值。
在二維直角座標系中，原點的座標為(0,0)。而在三維直角座標系中，原點的座標為(0,0,0)。